# Alpska hokejska liga
Alpska hokejska liga (uradno Alps Hockey League) je mednarodna hokejska klubska liga, v kateri sodelujejo klubi iz Slovenije, Avstrije in Italije. Ustanovljena je bila leta 2016 z združitvijo Inter-nacionalne lige in Serie A. Sezona 2019/20 je bila zaradi koronavirusa pred začetkom izločilnih bojev prekinjena, nato pa dokončno končana brez prvaka.

## Sodelujoči klubi
Avstrija
- Bregenzerwald
- Kitzbühel
- Red Bull Hockey Juniors
- Zeller Eisbären

Hrvaška
- Sisak

Italija
- Cortina
- Gherdeina
- Hockey Unterland
- Merano
- Ritten
- Wipptal Broncos

Slovenija
- Celje
- Jesenice

## Prvaki
| Sezona  | Prvak                                               | Finalist                                            | Serija                                              |
| ------- | --------------------------------------------------- | --------------------------------------------------- | --------------------------------------------------- |
| 2016/17 | Ritten Sport                                        | Asiago Hockey 1935                                  | 4-1                                                 |
| 2017/18 | Asiago Hockey 1935                                  | Ritten Sport                                        | 4-3                                                 |
| 2018/19 | HK Olimpija                                         | HC Pustertal Wölfe                                  | 4-3                                                 |
| 2019/20 | odpoved zaradi Pandemije koronavirusne bolezni 2019 | odpoved zaradi Pandemije koronavirusne bolezni 2019 | odpoved zaradi Pandemije koronavirusne bolezni 2019 |
| 2020/21 | HK Olimpija                                         | Asiago Hockey                                       | 3-0                                                 |
| 2021/22 | Asiago Hockey                                       | Jesenice                                            | 3-2                                                 |
| 2022–23 | Jesenice                                            | Cortina                                             | 4–2                                                 |
| 2023/24 | Ritten                                              | Cortina                                             | 4–0                                                 |
| 2024/25 | Zeller Eisbären                                     | Jesenice                                            | 4–1                                                 |